# In the Bleak Midwinter (Christina Rossetti)
In the Bleak Midwinter ("Nel gelido/grigio, pieno inverno"), conosciuta anche come A Christmas Carol ("Un canto natalizio"), è una poesia e una canzone natalizia, scritta dalla poetessa inglese di origine italiana Christina Georgina Rossetti nel 1872 (ma pubblicata postuma solo nel 1904) e messa in musica per la prima volta nel 1906 dal compositore inglese Gustav Theodore Holst.
Al testo poi sono state adattate varie melodie.

Un'altra melodia molto popolare è quella composta nel 1911 da Harold Darke (1888 – 1976): questa è stata giudicata nel 2008 da un gruppo di coristi come la migliore tra le melodie delle canzoni natalizie.
Inoltre parti del testo sono state più volte citate nella popolare serie tv di Netflix "Peaky Blinders"

## Storia

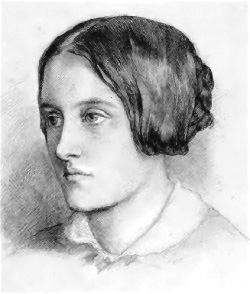
Christina Georgina Rossetti

Christina Rossetti scrisse la poesia nel 1872 – a quanto pare – su richiesta della rivista Scribner's Monthly.
La poesia apparve per la prima volta nella raccolta, curata da William Michael Rossetti ed edita da MacMillan & Co.,  The Poetical Works of Christina Georgina Rossetti , uscita a Londra nel 1904, vale a dire a dieci anni dalla morte dell'autrice.
Nel 1906 la poesia venne messa in musica dal compositore inglese Gustav Theodore Holst, che adattò il testo alla sua melodia Cranham. La melodia è stata pubblicata nella raccolta An English Hymnal del 1916.
Nel 1911, venne poi scritta a un'altra melodia per il brano, ad opera del corista ed organista Harold Darke (1888 – 1976) e pubblicata a Londra dall'editore Stainer & Bell.

La melodia di Dark venne in seguito resa popolare dal Choir of King's College di Cambridge.
In seguito, il brano è stato adattato da altre melodie, tra cui quella di Thomas Banks Strong (1861 – 1944), cancelliere di Oxford, nonché vescovo di Oxford e di Ripon.

## Testo
Il testo, che si compone di 5 strofe (di 8 versi ciascuna), è di carattere religioso e parla della Nascita di Gesù, descritta – come da tradizione – in una gelida e nevosa giornata d'inverno.
Vengono quindi citati tutti gli elementi che fanno da cornice a quest'evento, come gli angeli, il bue e l'asinello, ecc.

E l'autrice si chiede alla fine se anche una persona povera possa fare un regalo a Gesù. Un povero infatti non può fare doni materiali come, ad esempio, un pastore, che può regalare il proprio agnello, ma può donare una cosa ben più importante, ovvero il proprio cuore:
In the bleak midwinter

Frosty wind made moan,

Earth stood hard as iron,

Water like a stone;

Snow had fallen,

Snow on snow,

In the bleak midwinter,

Long ago.
Our God, heaven cannot hold him,

Nor earth sustain;

Heaven and earth shall flee away

When he comes to reign;

In the bleak midwinter

A stable place sufficed

The Lord God incarnate,

Jesus Christ.
Enough for him, whom Cherubim

Worship night and day

A breast full of milk

And a manger full of hay.

Enough for him, whom angels

Fall down before,

The ox and ass and camel

Which adore.
Angels and archangels

May have gathered there,

Cherubim and seraphim

Thronged the air;

But his mother only,

In her maiden bliss,

Worshipped the Beloved

With a kiss.
What can I give him,

Poor as I am?

If I were a shepherd

I would bring a lamb,

If I were a wise man

I would do my part,

Yet what I can I give Him —

Give my heart.